# Tetragnatha kukuhaa
Tetragnatha kukuhaa este o specie de păianjeni din genul Tetragnatha, familia Tetragnathidae, descrisă de John Wynn Gillespie în anul 2002. Conform Catalogue of Life specia Tetragnatha kukuhaa nu are subspecii cunoscute.